# 帕德雷佩德羅奇市

帕德雷佩德羅奇市（西班牙語：Municipio Padre Pedro Chien），是委內瑞拉的一個市，位於該國西部玻利瓦爾州，首府設於埃爾帕爾默，海拔高度1775年，面積2,275平方公里，2011年人口15,521，人口密度為每平方公里6.82人。